# Apostellöffel

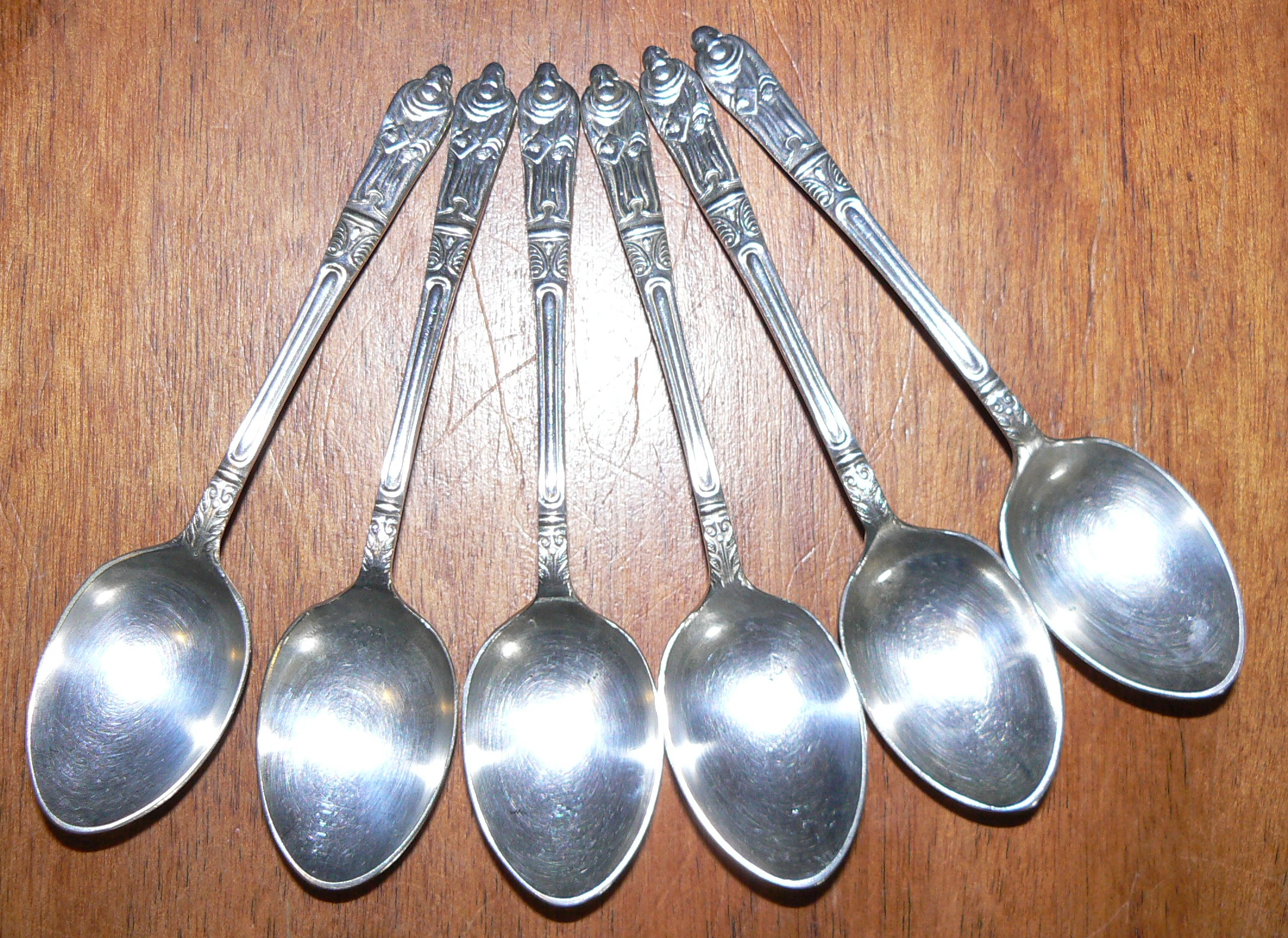
Ein Satz Apostellöffel

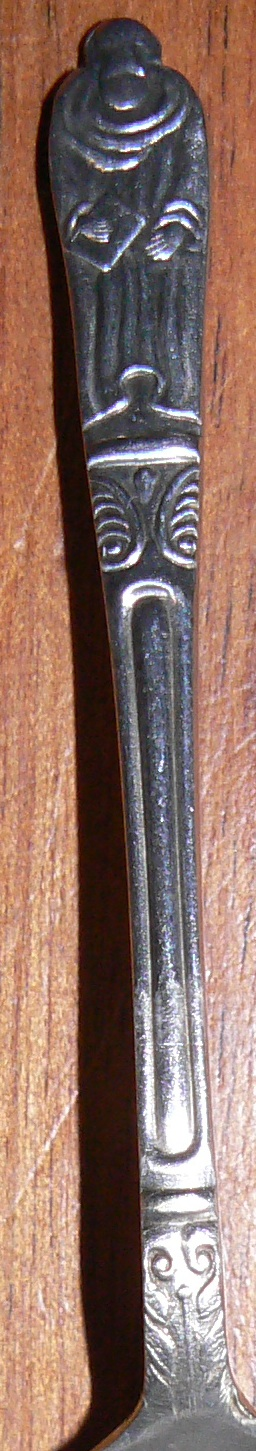
Der Stiel eines Apostellöffels

Der Begriff Apostellöffel (Tauflöffel) bezeichnet einen meist silbernen oder versilberten Löffel, an dessen Stielende sich eine Apostelfigur (meist vollrund) oder eine andere christliche Figur befindet.
Apostellöffel waren vor allem in der Vorreformationszeit populär. Sie waren vor allem in England, aber auch in Deutschland und Holland verbreitet.
Ihren Ursprung haben die Apostellöffel im frühen 15. Jahrhundert in Europa. Sie wurden damals bei Tisch benutzt. Apostellöffel symbolisieren das letzte Abendmahl Jesu Christi mit seinen zwölf Aposteln. Sie wurden meist als Sätze bestehend aus 13 Stück produziert, wobei es neben den 12 Löffeln mit den jeweiligen Aposteln auch noch einen 13. Apostellöffel gab, auf dem meist Jesus Christus abgebildet war. Der 13. Löffel war als sogenannter „master spoon“ dem Herrn des Hauses („Hausherren-Löffel“) vorbehalten.
Im britischen Museum in London zeigt ein Set aus England die heilige Jungfrau Maria auf dem 13. Löffel.
Im 16. Jahrhundert dienten Apostellöffel als Taufgeschenk des Paten an das Taufkind. Meist schenkte man Einzelstücke. Dabei musste der abgebildete Apostel nicht als Namenspatron für das Kind dienen. Wohlhabende Taufpaten schenkten einen ganzen Satz oder mehrere Apostellöffel – dies war aber eher die Ausnahme.
Um 1660 verschwanden die Apostellöffel dann. In einigen Gemeinden wurde die Tradition, Apostellöffel als Taufgeschenke zu verschenken, allerdings bis in die Mitte des 20. Jahrhunderts beibehalten.
Es finden sich auch Apostellöffel aus Sterzing in Südtirol. Bei Löffeln, die aus dieser Gegend stammen, wurden die Apostelfiguren meist in das aus Horn oder Bein gefertigte Stielende eingraviert.

## Symbole
Jeder der dargestellten Apostel auf einem Apostellöffel ist an seinem jeweiligen Symbol erkennbar:
1. Jakobus der Jüngere (Walkerstange)
2. Matthäus (Evangelist; Beil, Messstab, Winkelmaß)
3. Judas Thaddäus (Hellebarde, Steine, Keule, Beil)
4. Thomas (Lanze, Winkelmaß, Speer)
5. Simon Zelotes (Säge, Beil)
6. Judas Ischarioth (Geldbeutel, Axt)
7. Petrus (Schwert oder Schlüssel oder Fisch)
8. Andreas (Schrägbalkenkreuz)
9. Jakobus der Ältere (Muschel, Pilgerhut)
10. Johannes (Evangelist; Kelch mit Schlange)
11. Philippus (Kreuz, Stab, Stange)
12. Bartholomäus (Messer)
13. Jesus Christus (Kreuz, Weltkugel)